# Magyar vándor
A Magyar vándor egy 2004-es magyar filmvígjáték, Herendi Gábor rendezésében. A film címe egy szójáték, amely Magyar Zoltán tornász híres lólengéselemére, a róla elnevezett Magyar-vándorra utal. Ez abból ered, hogy a hét vezér közül a Tas karakterét alakító Szabó Győző mindig kicsúszott a nyeregből és a nevezetes mozdulatsorra hasonlító mutatványt produkált.

## Történet
A honfoglalásra készülődvén az etelközi búcsúéjszaka után a hét vezér arra ébred, hogy a magyarok már elindultak nélkülük. Kénytelenek utánuk eredni és megkeresni nem csak az új hazát, de a népüket is. Vándorlásuk során végigélik a magyar történelem komikus és tragikomikus epizódjait erdőkben és várakban, fogadókban és szállodákban, miközben megküzdenek a tatárokkal és a háremhölgyekkel, a kurucokkal és az angol focistákkal.

## Szereplők
- Gesztesi Károly (Álmos)
- Gyuriska János (Előd)
- Greifenstein János (Ond)
- Seress Zoltán (Kond)
- Szabó Győző (Tas)
- Szervét Tibor (Huba)
- Hajdu Steve (Töhötöm)
- Ellinger Edina (kínai nő)
- Józsa Imre (Morva, tatár, török, osztrák recepciós)
- Gáspár Sándor (Török szállodaigazgató)
- Csendes László (Dózsa György)
- Helyey László (Mátyás király)
- Soma Mamagésa (Fekete háremhölgy)
- Mucsi Zoltán (Tatár vezér)
- Scherer Péter (Tatár vezér)
- Csányi Sándor (Tatár hírnök)
- Csuja Imre (Batu kán)
- Bozsó Péter (Német kivégzőtiszt)
- Gallusz Nikolett (Háremhölgy)
- Gálvölgyi János (Török basa)
- Oroszlán Szonja (Toldi menyasszonya)
- Zenthe Ferenc (Tenkes kapitánya)
- Reviczky Gábor (III. Béla király)
- Korda György (Énekes)
- Haumann Péter (Anonymus hangja)
- Für Anikó (Táncosnő)
- Bárdy György (Jumurdzsák)
- Bodrogi Gyula (Wienerschnitzel tábornok)
- Bánsági Ildikó (Nő)
- Liptai Claudia (III. Béla ágyasa)
- Fekete László (Toldi Miklós)
- Pindroch Csaba (Főbetyár)
- Kováts Adél („Kleopátra”)
- Hajós András (Énekes)
- Nagy Natália (Avar énekesnő)
- Balkay Géza (SS tiszt)

## Filmzenék
A film zenéje megjelent CD-n és kazettán is, mely az alábbi dalokat tartalmazza.
1. Balla Eszter, Gallusz Nikolett és Tunyogi Orsi – Hárem 4:10
2. Pain – Nyugi 3:03
3. Roy – Az otthon itt van 3:28
4. Korda György – Beatrice 1:46
5. Czerovszky Henriett, Tisza Bea, Tunyogi Bernadett – Másnap 2:54
6. Emil.RuleZ! – Karaván 2:13
7. Nagy Natália – Észkombájn 2:54
8. A hét vezér – Grand Hotel 2:27
9. Für Anikó – Showtime 3:11
10. Hrutka Róbert – Magyar Vándor 4:03
11. Somló Tamás – Messze még a vége 2:58
12. Hrutka Róbert – Vándorlás 2:20

- Hárem – Videóklip (CD Bonus Track)

## Díjak és jelölések
- 36. Magyar Filmszemle (2005) – Legnagyobb közönségsikert elért magyar film

## Nézettség
A nézettségi adatok szerint 456 709 jegyet adtak el rá, ezzel a nyolcadik legnézettebb magyar film a rendszerváltás óta. Egy kevésbé hiteles alternatív forrás szerint a nézőszám 460 565 volt.